# Sonda nasogástrica
 Una sonda nasogástrica, también llamada sonda gastronasal, es un tubo —habitualmente de plástico, hule, silicona o PVC— que se introduce a través de la nariz (o la boca, la cual se denominaría orogástrica) hasta el estómago pasando por el esófago.

## Usos
Una sonda nasogástrica  se utiliza para la alimentación, eliminación de contenido gástrico o administración de fármacos tales como el carbón activado. Las sustancias son administradas a través de una jeringa en el tubo, usualmente se utiliza la gravedad para la alimentación o administración de líquidos, si el líquido fuera muy espeso y necesitara ayuda lo inyectaríamos a una velocidad de 20 cc por minuto. Durante todo el proceso es necesaria la supervisión del profesional de enfermería o de una persona formada para este fin, por ejemplo un nutricionista (pudiendo ser un familiar). También se puede alimentar a través de un sistema de bombeo que puede controlar y medir la ingesta del paciente y cualquier interrupción en la alimentación.
La aspiración nasogástrica (succión) es el proceso de drenar el contenido del estómago mediante el tubo. La aspiración nasogástrica se utiliza principalmente para eliminar las secreciones gástricas y aire tragado en pacientes con obstrucción gastrointestinal. La aspiración nasogástrica también puede utilizarse en situaciones de intoxicación cuando se ingiere un líquido potencialmente tóxico, para preparación antes de la cirugía bajo anestesia y para extraer muestras de líquido gástrico para análisis.
Si el tubo es para ser utilizado para el drenaje continuo, generalmente se anexa a una bolsa colectora situada por debajo del nivel del estómago del paciente; la gravedad vacía el contenido del estómago. También puede ser añadido a un sistema de aspiración, sin embargo, este método se limita a menudo a situaciones de emergencia, ya que la succión constante fácilmente puede dañar el revestimiento del estómago. En situaciones no emergentes, se puede aplicar la aspiración intermitente dando los beneficios de la aspiración sin los efectos adversos del daño a la mucosa del estómago.
El drenaje por succión se utiliza para los pacientes que han experimentado una neumonectomía para prevenir vómitos relacionados con la anestesia y la posible aspiración de cualquier contenido de estómago. Tal aspiración representaría un grave riesgo de complicaciones a los pacientes que están recuperándose de la cirugía.

## Tipos

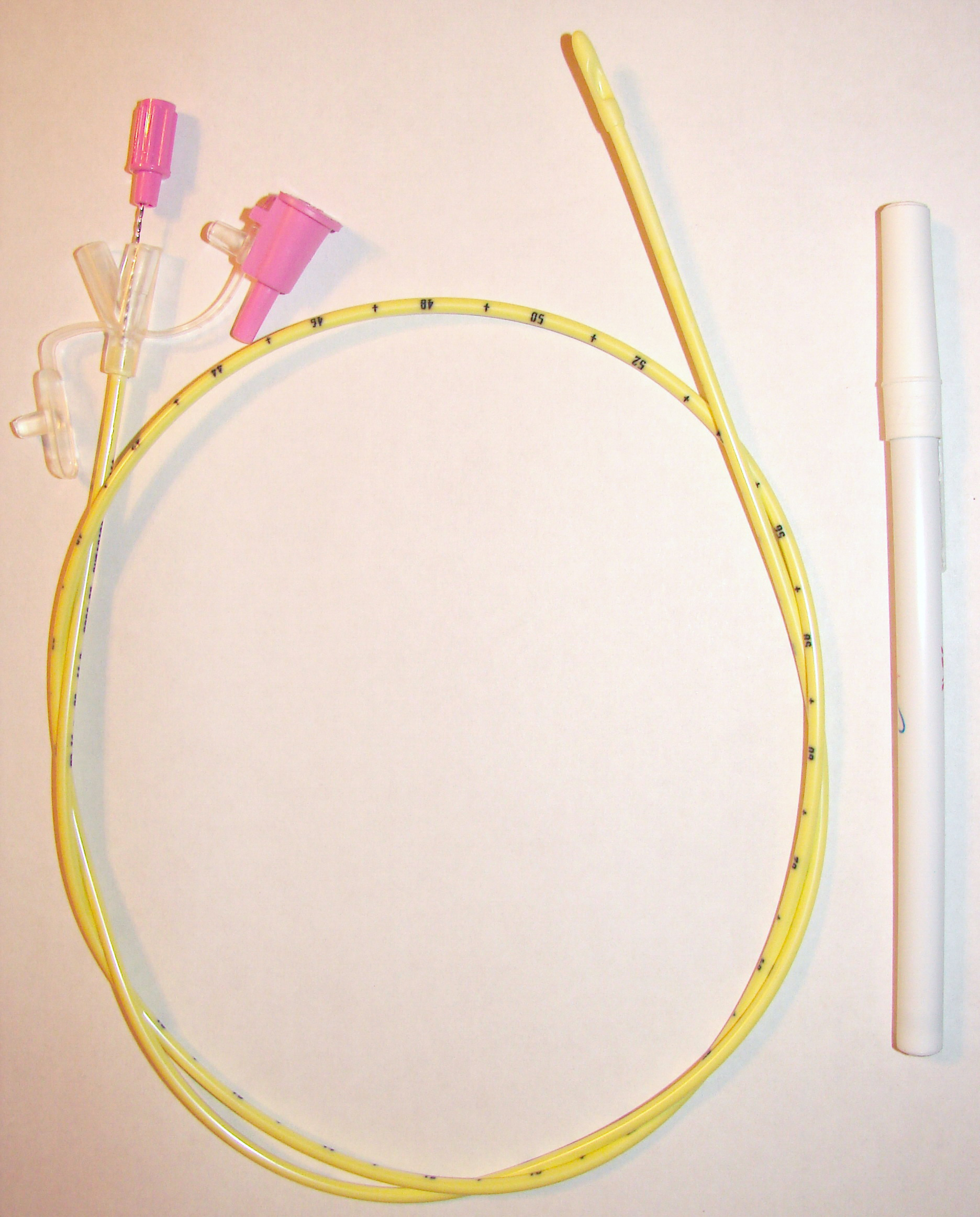
Tubo nasogástrico de poliuretano (Viasys Corflo), 8 Fr × 36 pulgadas (91 cm). Este tubo de calibre fino es apropiado para un uso más largo (hasta 4 semanas).

Tipos de sondas nasogástricas incluyen:
- Catéter de Levine, que es una sonda nasogástrica de pequeño diámetro de un lumen. Es más apropiado para la administración de medicamentos o de nutrición.[1]
- Catéter de Salem Sump, que es un tubo nasogástrico de gran diámetro con doble lumen. Esto sirve para la aspiración en un lumen y ventilación en el otro para reducir presión negativa e impedir que la mucosa gástrica sea atraída hacia el catéter.[1]
- Tubo de Dubhoff, que es una sonda nasogástrica de pequeño diámetro con un peso al final a fin de que se estire durante la inserción debido a la gravedad.[2]

## Técnicas
Antes de que una sonda nasogástrica sea insertada, ésta se debe medir desde la punta de la nariz del paciente, enlazarla alrededor de su oreja y luego hasta aproximadamente 5 cm por debajo de la apófisis xifoides, el tubo es entonces marcado a este nivel para asegurar que ha sido insertado lo suficiente en el estómago del paciente. Muchas sondas estomacales y duodenales disponibles comercialmente tienen varias marcas de profundidad estándar, por ejemplo 18" (46 cm), 22" (56 cm), 26" (66 cm) y 30" (76 cm) del extremo distal; tubos de alimentación infantiles a menudo vienen con marcas de 1 cm de profundidad. El extremo de un tubo de plástico debe ser lubricado, el gel lubricante puede ser con o sin anestésico ( con anestésico local puede disminuir las molestias del paciente: gel de xilocaína al 2 %, además puede usarse un aerosol anestésico y/o vasoconstrictor nasal puede aplicarse antes de la inserción) y se introduce en una de las fosas nasales del paciente. El tubo debe orientarse hacia la parte posterior del paciente mientras éste se mueve a través de la cavidad nasal y por abajo de la garganta. Cuando el tubo entra en la orofaringe y se desliza hacia abajo en la pared faríngea posterior, el paciente puede tratar de vomitar; en esta situación al paciente, si está despierto y alerta, se le pide que imite tragar o se le da un poco de agua y al momento de llegar a la orofaringe se le pide que trague mientras el tubo sigue insertándose mientras el paciente traga. Una vez que el tubo está más allá de la faringe y entra en el esófago, se inserta fácilmente hacia abajo en el estómago, una vez que hemos introducido la sonda hasta la marca deberemos comprobar si ha llegado al estómago, esto se puede comprobar de varias maneras. 
Se debe tener mucho cuidado para asegurar que el tubo no ha pasado a través de la laringe hacia la tráquea y hasta los bronquios. Para asegurar la colocación correcta es recomendado (aunque no inequívocamente confirmado) inyectar aire en el tubo, si se escucha el aire en el estómago con un estetoscopio, entonces el tubo está en la posición correcta. Otro método más fiable es aspirar el líquido del tubo con una jeringa. Este líquido se prueba entonces con papel pH (no papel de tornasol) para determinar la acidez del fluido. Si el pH es 5.5 o inferior el tubo está en la posición correcta. Si esto no es posible la verificación correcta de la posición del tubo se obtiene con un rayo X del tórax/abdomen. Este es el medio más confiable de asegurar la correcta colocación de la sonda nasogástrica. Futuras técnicas pueden incluir medir la concentración de enzimas como la tripsina, pepsina y bilirrubina para confirmar la correcta colocación de la sonda nasogástrica. Conforme la prueba de enzimas se vuelve más práctica, permitiendo que las medidas se tomen en forma rápida y barata en la cabecera de la cama, esta técnica puede utilizarse en combinación con la prueba de pH como un reemplazo efectivo y menos dañino de la confirmación por rayos X. Si el tubo debe permanecer en el lugar entonces una revisión de la posición del tubo se recomienda antes de cada alimento y al menos una vez al día.  Una vez comprobado que la sonda se encuentra en el lugar correcto procederemos a su fijación para evitar que se mueva, la fijación se realizara con un apósito de esparadrapo, este se cambiara cada 24 horas o cuando se ensucie.
Sólo un diámetro más pequeño (12 Fr o menos en adultos) de tubos nasogástricos son apropiados para la alimentación a largo plazo, para evitar la irritación y la erosión de la mucosa nasal. A menudo, estos tubos tienen guías para facilitar la inserción. Si la alimentación es necesaria por un largo periodo de tiempo, se deben considerar otras opciones, como la gastrostomía endoscópica percutánea.
La alimentación por sonda enteral puede ser una fuente de malestar y renuencia por parte de los pacientes. La autoinserción de una sonda nasogástrica para nutrición enteral casera puede ser eficaz y bien tolerada en pacientes que reciben nutrición enteral para condiciones crónicas.

## Contraindicaciones
El uso de la sonda nasogástrica está contraindicado en pacientes con fracturas de cráneo, fracturas faciales graves especialmente con la nariz y el esófago obstruido, varices esofágicas, y/o obstrucción de las vías aéreas, así como trastornos de la coagulación.

## Complicaciones
Complicaciones menores pueden incluir sangrado nasal, sinusitis y dolor de garganta.
A veces se producen complicaciones más significativas incluyendo erosión de la nariz donde está anclado el tubo, perforación del esófago, aspiración pulmonar, colapso pulmonar o colocación intracraneal del tubo.
Si la salida de la sonda nasogástrica parece ser excesiva, considere la posibilidad de que haya sido colocada en el duodeno.